# Spialia
Spialia is een geslacht van dikkopjes (Hesperiidae) uit de orde van de vlinders (Lepidoptera). De soorten van dit geslacht komen voor in grote delen van het Palearctisch gebied en het Oriëntaals gebied, meestal in droog, open land. 

## Taxonomie
Charles Swinhoe richtte dit geslacht op in 1913 en bracht er de soorten Hesperia galba Fabricius, Pyrgus zebra Butler, Hesperia geron Watson en Papilio sao Hübner in onder, soorten die voorkwamen in voormalig Brits-Indië. Hij duidde Hesperia galba als typesoort aan.
In 2020 werden de soorten binnen dit geslacht op basis van genetisch onderzoek verdeeld over drie geslachten, waarvan op twee op dat moment nog moesten worden gedefinieerd. Deze drie geslachten zijn: het oorspronkelijke geslacht Spialia Swinhoe, 1912, Ernsta Grishin 2020 en Agylla Grishin 2020. De opdeling van de soorten in geslachten en ondergeslachten volgt vrij nauwkeurig de groepsindeling van Spialia die door de Jong is beschreven in 1978. 

## Soorten
- Ondergeslacht Spialia Swinhoe, 1912
  - Spialia mafa (Trimen, 1870)
  - Spialia galba (Fabricius, 1793)
  - Spialia spio (Linnaeus, 1767)
  - Spialia ali Oberthür, 1881
  - Spialia therapne (Rambur, 1832) - Corsicaans kalkgraslanddikkopje
  - Spialia sertorius (Hoffmansegg, 1804) - Kalkgraslanddikkopje
  - Spialia rosae Hernández-Roldán, Dapporto, Dincă, Vicente & Vila, 2016
  - Spialia orbifer (Hübner, 1823) - Oostelijk kalkgraslanddikkopje
  - Spialia lugens (Staudinger, 1886)
  - Spialia carnea (Reverdin, 1927)
- Ondergeslacht Platygnathia Picard, 1948
  - Spialia phlomidis (Herrich-Schäffer, 1845) - Groot windedikkopje
  - Spialia struvei (Püngeler, 1914)
  - Spialia fetida Zhdanko, 1992
  - Spialia irida Zhdanko, 1993
  - Spialia osthelderi (Pfeiffer, 1932)
  - Spialia geron (Watson, 1893)
  - Spialia doris (Walker, 1870) - Klein windedikkopje
  - Spialia diomus (Hopffer, 1855)
  - Spialia ferax (Wallengren, 1863)